# The Punishment (film 1912)
The Punishment è un cortometraggio muto del 1912 diretto da D.W. Griffith.

## Produzione
Il film fu prodotto dalla Biograph Company.

## Distribuzione
Distribuito dalla General Film Company, il film - un cortometraggio in una bobina - uscì nelle sale cinematografiche USA il 4 aprile 1912.
Non si conoscono copie ancora esistenti della pellicola che viene considerata presumibilmente perduta.